# William Gascoigne
William Gascoigne (* 1612 in Middleton; † 2. Juli 1644) war ein englischer Astronom, Mathematiker und Hersteller von wissenschaftlichen Instrumenten aus Middleton, Leeds, der das Mikrometer und das Zielfernrohr erfand. Er gehörte zu einer Gruppe von Astronomen in Nordengland, die der Astronomie von Johannes Kepler folgten, darunter Jeremiah Horrocks und William Crabtree.

## Leben und Werk
Gascoigne wurde 1612 in Middleton, Leeds, als Sohn eines Landadeligen geboren. Sein Vater war Henry Gascoigne, Esquire von Thorpe-on-the-Hill in der Gemeinde Rothwell, in der Nähe von Leeds, Yorkshire. Seine Mutter war Margaret Jane, Tochter von William Cartwright. Über sein frühes Leben ist wenig bekannt. Er gab an, an der University of Oxford studiert zu haben, doch gibt es darüber keine Aufzeichnungen.
In den späten 1630er Jahren arbeitete Gascoigne an einem Kepler-Fernrohr, als sich ein Faden aus einem Spinnennetz zufällig genau in den kombinierten optischen Brennpunkten der beiden Linsen verfing. Als er durch die Anordnung blickte, sah Gascoigne das Netz hell und scharf im Sichtfeld. Er erkannte, dass er das Fernrohr genauer ausrichten konnte, wenn er den Faden als Orientierungshilfe benutzte, und erfand daraufhin das Zielfernrohr, indem er gekreuzte Drähte im Brennpunkt platzierte, um das Zentrum des Sichtfelds zu definieren.

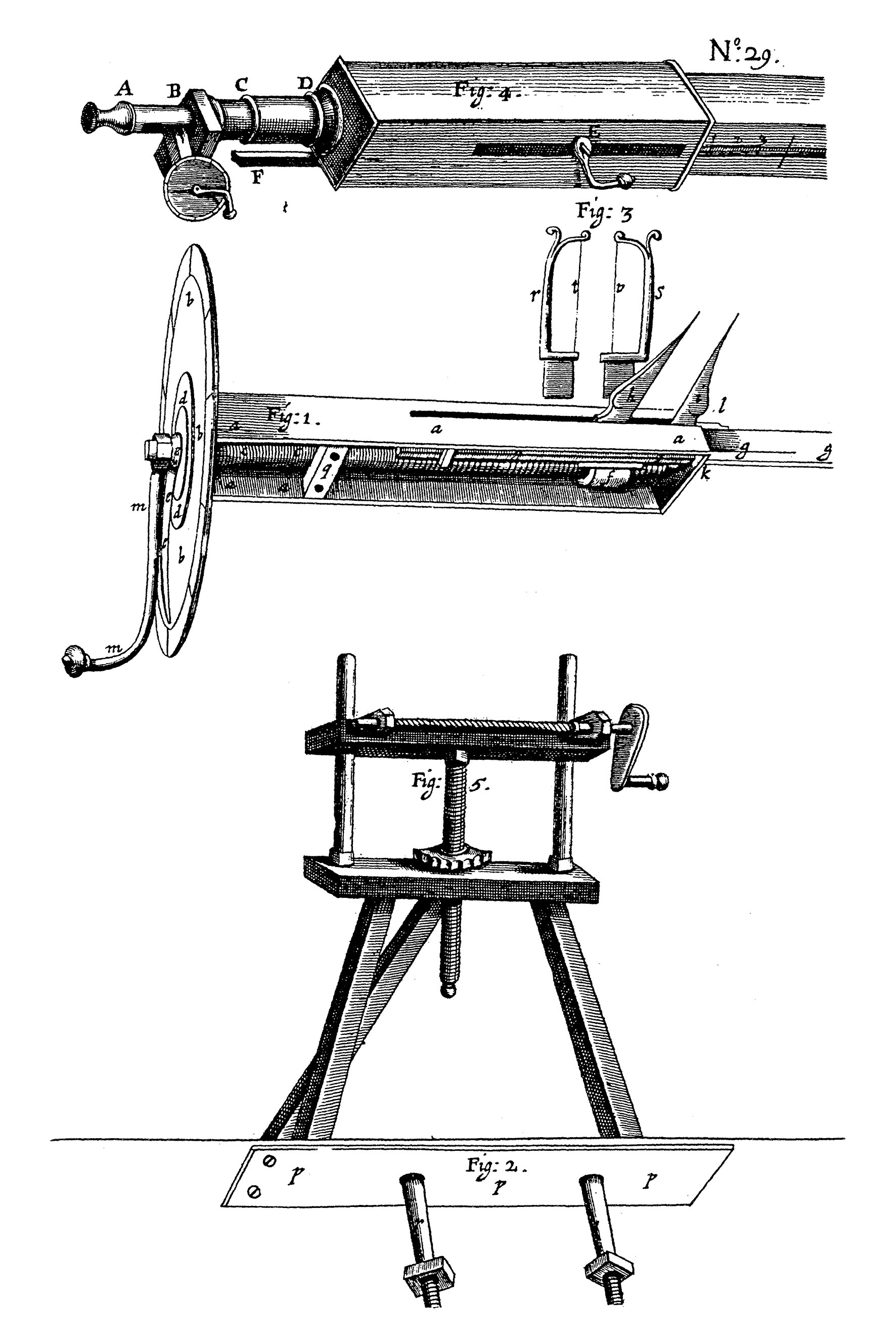
Gascoignes Mikrometer

Anschließend baute er diese Anordnung in einen Sextanten ein, der dem von Tycho Brahe verwendeten Instrument nachempfunden war, obwohl Tychos Sextant nur ein Instrument für das bloße Auge war. Gascoignes Sextant hatte einen Radius von 152 Zentimetern und maß die Entfernungen zwischen astronomischen Körpern mit einer noch nie dagewesenen Genauigkeit. Gascoigne erkannte dann, dass er durch die Einführung zweier Parallelfäden, deren Abstand mit einer Schraube eingestellt werden konnte, die Größe des von ihnen eingeschlossenen Bildes messen konnte. Mit der bekannten Steigung der Schraube und der Kenntnis der Brennweite des Objektivs, das das Bild erzeugt, konnte er die Größe eines Objekts, etwa des Mondes oder der Planeten, mit einer bis dahin unerreichten Genauigkeit berechnen.
Gascoigne lernte den Astronomen William Crabtree aus Lancashire kennen, wahrscheinlich im Jahre 1640. Nachdem Crabtree in Gascoignes Haus Beobachtungen gemacht hatte, war er von diesen Erfindungen sehr angetan und erkannte sofort ihre Bedeutung. Nach seiner Rückkehr in sein Haus in Broughton, in der Nähe von Manchester, schrieb er an Gascoigne und fragte ihn, ob er solche Instrumente bekommen könne, und er schrieb auch an seinen Freund Jeremiah Horrocks. Horrocks starb, bevor er die Instrumente ausprobieren konnte, aber Crabtree und Gascoigne benutzten sie, um Horrocks’ Theorien über die elliptische Mondbahn zu bestätigen.
Diese Erfindung wurde später von dem Wissenschaftler und Astronomen Richard Towneley, dem Neffen von Gascoignes Freund Christopher Towneley, aufgegriffen und verbessert. Towneley machte später Robert Hooke auf das Instrument aufmerksam, der es zur Berechnung der Größe von Kometen und anderen Himmelskörpern verwendete. Das Mikrometer, wie es später genannt wurde, war bis ins 20. Jahrhundert hinein das Herzstück der astronomischen Messtechnik.
Im Jahr 1642 brach in England der Bürgerkrieg aus, und Gascoigne kämpfte für Yorkshire in der Armee von König Karl I. Crabtree lebte in Broughton, in der Nähe von Manchester, das auf der Seite des Parlaments stand, und der Schriftverkehr zwischen den beiden wurde eingestellt. Gascoigne starb in der Schlacht von Marston Moor, Yorkshire, am 2. Juli 1644.

## Vermächtnis
Nach Gascoignes Tod gelangten einige seiner Papiere und Fragmente des Briefwechsels zwischen Crabtree und Gascoigne in den Besitz von Christopher und Richard Towneley. Sie machten John Flamsteed, den ersten Astronomer Royal, auf sie aufmerksam, der Horrocks, Crabtree und Gascoigne als die Gründerväter der britischen Forschungsastronomie und die intellektuellen Erben von Galilei und Kepler ansah. Zu Beginn seines gewaltigen, drei Bände umfassenden Werks Historia Coelestis Britannica (1725) druckte er fünf Seiten der überlieferten Briefe und Beobachtungen ab, die zwischen 1638 und 1643 entstanden waren.
Viele von Gascoignes Papieren und seiner Korrespondenz gingen während des Englischen Bürgerkriegs und später beim Großen Brand von London verloren, aber das meiste, von dem bekannt ist, dass es erhalten geblieben ist, wird in der Bodleian Library an der University of Oxford aufbewahrt.
Im März 2018 enthüllte der Leeds Civic Trust in der Stadt eine blaue Plakette zu Ehren Gascoignes. Sie wurde von David Sellers enthüllt, der eine Biografie über Gascoigne geschrieben hat, und der seine Rolle als Pionier der Präzisionsastronomie würdigte.